# Stazione meteorologica di Crotone-Isola di Capo Rizzuto
La stazione meteorologica di Crotone-Isola di Capo Rizzuto è la stazione meteorologica di riferimento per il Servizio Meteorologico dell'Aeronautica Militare e per l'Organizzazione Mondiale della Meteorologia, relativa all'omonima località nei pressi della città di Crotone.

## Caratteristiche
La stazione meteorologica, gestita dall'Enav, si trova nell'Italia meridionale, in Calabria, in provincia di Crotone, nel comune di Isola di Capo Rizzuto, nell'area dell'aeroporto di Crotone, a 161 metri s.l.m. e alle coordinate geografiche 38°59′38.26″N 17°04′38.32″E.
Dal 1º novembre 2016 al 26 novembre 2017 la stazione meteorologica è stata temporaneamente inattiva a causa della chiusura dello scalo aeroportuale disposta dall'ENAC.

## Medie climatiche ufficiali

### Dati climatologici 1971-2000
In base alle medie climatiche del trentennio 1971-2000, la temperatura media dei mesi più freddi, gennaio e febbraio, è di +9,3 °C, mentre quella del mese più caldo, agosto, è di +25,2 °C; mediamente si contano 2 giorni di gelo all'anno e 46 giorni annui con temperatura massima uguale o superiore ai 30 °C. Nel trentennio esaminato, i valori estremi di temperatura sono i +43,0 °C del giugno 1982 e i -6,2 °C del gennaio 1979.
Le precipitazioni medie annue si attestano a 792 mm, mediamente distribuite in 63 giorni, con marcato minimo in estate, picco massimo in inverno e massimo secondario in autunno per gli accumuli totali stagionali.
L'umidità relativa media annua fa registrare il valore di 70% con minimo di 59% a luglio e massimo di 77% a novembre; mediamente si contano 9 giorni all'anno con episodi nebbiosi.
Di seguito è riportata la tabella con le medie climatiche e i valori massimi e minimi assoluti registrati nel trentennio 1971-2000 e pubblicati nell'Atlante Climatico d'Italia del Servizio Meteorologico dell'Aeronautica Militare relativo al medesimo trentennio.
| Crotone-Isola di Capo Rizzuto (1971-2000) | Mesi        | Mesi        | Mesi        | Mesi        | Mesi        | Mesi        | Mesi        | Mesi        | Mesi        | Mesi        | Mesi        | Mesi        | Stagioni | Stagioni | Stagioni | Stagioni | Anno  |
| Crotone-Isola di Capo Rizzuto (1971-2000) | Gen         | Feb         | Mar         | Apr         | Mag         | Giu         | Lug         | Ago         | Set         | Ott         | Nov         | Dic         | Inv      | Pri      | Est      | Aut      | Anno  |
| ----------------------------------------- | ----------- | ----------- | ----------- | ----------- | ----------- | ----------- | ----------- | ----------- | ----------- | ----------- | ----------- | ----------- | -------- | -------- | -------- | -------- | ----- |
| T. max. media (°C)                        | 12,9        | 13,0        | 14,9        | 17,4        | 22,6        | 27,5        | 30,6        | 30,4        | 26,6        | 21,6        | 16,9        | 13,8        | 13,2     | 18,3     | 29,5     | 21,7     | 20,7  |
| T. min. media (°C)                        | 5,6         | 5,5         | 6,7         | 8,4         | 12,2        | 16,1        | 19,4        | 19,9        | 17,2        | 13,8        | 9,6         | 6,7         | 5,9      | 9,1      | 18,5     | 13,5     | 11,8  |
| T. max. assoluta (°C)                     | 21,0 (1987) | 24,0 (1998) | 25,2 (1977) | 27,0 (2000) | 33,0 (1994) | 43,0 (1982) | 42,2 (1988) | 42,0 (1994) | 38,6 (1988) | 33,0 (1999) | 25,4 (1990) | 22,4 (1989) | 24,0     | 33,0     | 43,0     | 38,6     | 43,0  |
| T. min. assoluta (°C)                     | −6,2 (1979) | −2,8 (1983) | −1,6 (1987) | 0,8 (1995)  | 3,6 (1979)  | 8,2 (1997)  | 10,0 (1978) | 11,6 (1977) | 9,2 (1971)  | 4,0 (1972)  | 0,0 (1995)  | −2,4 (1988) | −6,2     | −1,6     | 8,2      | 0,0      | −6,2  |
| Giorni di calura (Tmax ≥ 30 °C)           | 0           | 0           | 0           | 0           | 0           | 6           | 18          | 18          | 4           | 0           | 0           | 0           | 0        | 0        | 42       | 4        | 46    |
| Giorni di gelo (Tmin ≤ 0 °C)              | 1           | 0           | 1           | 0           | 0           | 0           | 0           | 0           | 0           | 0           | 0           | 0           | 1        | 1        | 0        | 0        | 2     |
| Precipitazioni (mm)                       | 96,2        | 87,1        | 94,1        | 52,7        | 24,7        | 5,2         | 11,9        | 24,0        | 53,9        | 115,8       | 116,2       | 109,8       | 293,1    | 171,5    | 41,1     | 285,9    | 791,6 |
| Giorni di pioggia                         | 8           | 7           | 7           | 6           | 4           | 1           | 1           | 2           | 4           | 7           | 7           | 9           | 24       | 17       | 4        | 18       | 63    |
| Giorni di nebbia                          | 1           | 1           | 1           | 1           | 2           | 0           | 0           | 0           | 0           | 1           | 1           | 1           | 3        | 4        | 0        | 2        | 9     |
| Umidità relativa media (%)                | 75          | 74          | 73          | 73          | 69          | 63          | 59          | 61          | 67          | 73          | 77          | 76          | 75       | 71,7     | 61       | 72,3     | 70    |

### Dati climatologici 1961-1990
In base alla media trentennale di riferimento (1961-1990) per l'Organizzazione Mondiale della Meteorologia, la temperatura media del mese più freddo, gennaio, si attesta a +9,2 °C; quella dei mesi più caldi, luglio e agosto, è di +25 °C; si contano, mediamente, appena 4 giorni di gelo all'anno. Nel medesimo trentennio, la temperatura minima assoluta ha toccato i -6,2 °C nel gennaio 1979 (media delle minime assolute annue di -1,1 °C), mentre la massima assoluta ha fatto registrare i +43,0 °C nel giugno 1982 (media delle massime assolute annue di +37,5 °C).
La nuvolosità media annua si attesta a 3,2 okta giornalieri, con minimo di 1,1 okta giornalieri a luglio e massimi di 4,3 okta giornalieri a gennaio e a febbraio.
Le precipitazioni medie annue, inferiori ai 700 mm e distribuite mediamente in 62 giorni, con minimo in estate e picco in autunno.
L'umidità relativa media annua fa registrare il valore di 69,3% con minimo di 57% a luglio e massimo di 78% a novembre.
L'eliofania assoluta media annua si attesta a 6,7 ore giornaliere, con massimo di 10,1 ore giornaliere a luglio e minimo di 3,8 ore giornaliere a dicembre.
La pressione atmosferica media annua normalizzata al livello del mare è di 1014,5 hPa, con massimo di 1017 hPa ad ottobre e minimi di 1013 hPa ad aprile, ad agosto e a dicembre.
Il vento presenta una velocità media annua di 4,8 m/s, con minimo di 4,2 m/s a maggio e massimi di 5,4 m/s a gennaio e a febbraio; le direzioni prevalenti sono di tramontana tra settembre e marzo e nel mese di luglio, di libeccio ad aprile e a giugno, di ostro a maggio e di grecale ad agosto.
| Crotone-Isola di Capo Rizzuto (1961-1990)            | Mesi        | Mesi        | Mesi        | Mesi        | Mesi        | Mesi        | Mesi        | Mesi        | Mesi        | Mesi        | Mesi        | Mesi        | Stagioni | Stagioni | Stagioni | Stagioni | Anno    |
| Crotone-Isola di Capo Rizzuto (1961-1990)            | Gen         | Feb         | Mar         | Apr         | Mag         | Giu         | Lug         | Ago         | Set         | Ott         | Nov         | Dic         | Inv      | Pri      | Est      | Aut      | Anno    |
| ---------------------------------------------------- | ----------- | ----------- | ----------- | ----------- | ----------- | ----------- | ----------- | ----------- | ----------- | ----------- | ----------- | ----------- | -------- | -------- | -------- | -------- | ------- |
| T. max. media (°C)                                   | 12,6        | 12,9        | 14,7        | 17,6        | 22,5        | 27,3        | 30,5        | 30,2        | 26,6        | 21,5        | 17,1        | 13,8        | 13,1     | 18,3     | 29,3     | 21,7     | 20,6    |
| T. min. media (°C)                                   | 5,7         | 5,7         | 6,8         | 8,6         | 12,2        | 16,2        | 19,5        | 19,8        | 17,3        | 13,9        | 9,9         | 7,0         | 6,1      | 9,2      | 18,5     | 13,7     | 11,9    |
| T. max. assoluta (°C)                                | 21,0 (1987) | 22,0 (1979) | 25,2 (1977) | 26,1 (1970) | 32,0 (1969) | 43,0 (1982) | 42,2 (1988) | 40,2 (1967) | 38,6 (1988) | 31,8 (1981) | 25,4 (1990) | 22,4 (1989) | 22,4     | 32,0     | 43,0     | 38,6     | 43,0    |
| T. min. assoluta (°C)                                | −6,2 (1979) | −2,9 (1969) | −1,6 (1987) | 1,2 (1979)  | 3,6 (1979)  | 8,2 (1980)  | 10,0 (1978) | 11,6 (1977) | 9,2 (1971)  | 4,0 (1972)  | 1,0 (1981)  | −2,4 (1988) | −6,2     | −1,6     | 8,2      | 1,0      | −6,2    |
| Giorni di gelo (Tmin ≤ 0 °C)                         | 1           | 1           | 1           | 0           | 0           | 0           | 0           | 0           | 0           | 0           | 0           | 1           | 3        | 1        | 0        | 0        | 4       |
| Nuvolosità (okta al giorno)                          | 4,3         | 4,3         | 4,2         | 3,9         | 3,2         | 2,2         | 1,1         | 1,4         | 2,3         | 3,4         | 3,8         | 4,1         | 4,2      | 3,8      | 1,6      | 3,2      | 3,2     |
| Precipitazioni (mm)                                  | 89,5        | 54,9        | 75,1        | 38,6        | 24,7        | 8,2         | 11,2        | 17,5        | 48,3        | 102,7       | 106,2       | 103,7       | 248,1    | 138,4    | 36,9     | 257,2    | 680,6   |
| Giorni di pioggia                                    | 8           | 7           | 7           | 5           | 4           | 2           | 1           | 2           | 3           | 7           | 7           | 9           | 24       | 16       | 5        | 17       | 62      |
| Umidità relativa media (%)                           | 75          | 73          | 72          | 72          | 68          | 62          | 57          | 62          | 64          | 74          | 78          | 75          | 74,3     | 70,7     | 60,3     | 72       | 69,3    |
| Eliofania assoluta (ore al giorno)                   | 4,2         | 4,9         | 5,5         | 6,5         | 8,1         | 9,3         | 10,1        | 9,4         | 7,7         | 6,1         | 4,8         | 3,8         | 4,3      | 6,7      | 9,6      | 6,2      | 6,7     |
| Radiazione solare globale media (centesimi di MJ/m²) | 741         | 1 044       | 1 455       | 1 947       | 2 396       | 2 618       | 2 689       | 2 363       | 1 849       | 1 274       | 854         | 654         | 2 439    | 5 798    | 7 670    | 3 977    | 19 884  |
| Pressione a 0 metri s.l.m. (hPa)                     | 1 015       | 1 015       | 1 014       | 1 013       | 1 014       | 1 014       | 1 014       | 1 013       | 1 016       | 1 017       | 1 016       | 1 013       | 1 014,3  | 1 013,7  | 1 013,7  | 1 016,3  | 1 014,5 |
| Vento (direzione-m/s)                                | N 5,4       | N 5,4       | N 5,1       | SW 4,7      | S 4,2       | SW 4,3      | N 4,4       | NE 4,4      | N 4,4       | N 4,7       | N 4,8       | N 5,2       | 5,3      | 4,7      | 4,4      | 4,6      | 4,8     |

### Dati climatologici 1951-1980
In base alle medie trentennali 1951-1980, la temperatura media del mese più freddo, gennaio, si attesta a +9,2 °C, mentre quella del mese più caldo, agosto, è di circa +25 °C.
Nel trentennio esaminato, la temperatura minima assoluta ha toccato i -7,7 °C nel febbraio 1956 mentre la massima assoluta ha raggiunto i +40,2 °C nell'agosto 1957 e nell'agosto 1967.
| Crotone-Isola di Capo Rizzuto (1951-1980) | Mesi        | Mesi        | Mesi        | Mesi        | Mesi        | Mesi        | Mesi        | Mesi        | Mesi        | Mesi        | Mesi        | Mesi        | Stagioni | Stagioni | Stagioni | Stagioni | Anno |
| Crotone-Isola di Capo Rizzuto (1951-1980) | Gen         | Feb         | Mar         | Apr         | Mag         | Giu         | Lug         | Ago         | Set         | Ott         | Nov         | Dic         | Inv      | Pri      | Est      | Aut      | Anno |
| ----------------------------------------- | ----------- | ----------- | ----------- | ----------- | ----------- | ----------- | ----------- | ----------- | ----------- | ----------- | ----------- | ----------- | -------- | -------- | -------- | -------- | ---- |
| T. max. media (°C)                        | 12,4        | 13,1        | 14,7        | 17,4        | 22,4        | 27,3        | 30,4        | 30,3        | 26,5        | 21,2        | 17,1        | 13,9        | 13,1     | 18,2     | 29,3     | 21,6     | 20,6 |
| T. min. media (°C)                        | 6,0         | 6,1         | 7,0         | 8,7         | 12,2        | 16,3        | 19,1        | 19,6        | 17,3        | 13,7        | 10,2        | 7,3         | 6,5      | 9,3      | 18,3     | 13,7     | 12,0 |
| T. max. assoluta (°C)                     | 20,5 (1951) | 22,0 (1979) | 25,2 (1977) | 25,8 (1970) | 32,0 (1969) | 36,4 (1979) | 39,4 (1968) | 40,2 (1957) | 36,2 (1975) | 30,2 (1979) | 24,4 (1960) | 22,0 (1979) | 22,0     | 32,0     | 40,2     | 36,2     | 40,2 |
| T. min. assoluta (°C)                     | −6,2 (1979) | −7,7 (1956) | −3,4 (1956) | −0,6 (1956) | 3,6 (1979)  | 8,2 (1980)  | 10,0 (1978) | 11,6 (1977) | 9,2 (1971)  | 4,0 (1972)  | 1,6 (1976)  | −2,2 (1961) | −7,7     | −3,4     | 8,2      | 1,6      | −7,7 |

## Valori estremi

### Temperature estreme mensili dal 1946 ad oggi
Nella tabella sottostante sono riportati i valori delle temperature estreme mensili registrate presso la stazione meteorologica dal 1946 ad oggi. Nel periodo esaminato, la temperatura minima assoluta ha toccato i -7,7 °C nel febbraio 1956 mentre la massima assoluta ha raggiunto i +43,0 °C nel giugno 1982.
| Crotone-Isola di Capo Rizzuto (1946-2023) | Mesi        | Mesi        | Mesi        | Mesi        | Mesi        | Mesi        | Mesi        | Mesi        | Mesi        | Mesi        | Mesi        | Mesi        | Stagioni | Stagioni | Stagioni | Stagioni | Anno |
| Crotone-Isola di Capo Rizzuto (1946-2023) | Gen         | Feb         | Mar         | Apr         | Mag         | Giu         | Lug         | Ago         | Set         | Ott         | Nov         | Dic         | Inv      | Pri      | Est      | Aut      | Anno |
| ----------------------------------------- | ----------- | ----------- | ----------- | ----------- | ----------- | ----------- | ----------- | ----------- | ----------- | ----------- | ----------- | ----------- | -------- | -------- | -------- | -------- | ---- |
| T. max. assoluta (°C)                     | 22,5 (2007) | 24,0 (1998) | 29,0 (2001) | 27,4 (1947) | 33,0 (1994) | 43,0 (1982) | 42,2 (1988) | 42,0 (1994) | 38,6 (1988) | 33,0 (1999) | 26,0 (2022) | 23,6 (1950) | 24,0     | 33,0     | 43,0     | 38,6     | 43,0 |
| T. min. assoluta (°C)                     | −6,2 (1979) | −7,7 (1956) | −3,4 (1956) | −0,6 (1956) | 3,6 (1979)  | 8,2 (1980)  | 10,0 (1978) | 11,6 (1977) | 9,2 (1971)  | 4,0 (1972)  | 0,0 (1995)  | −2,4 (1988) | −7,7     | −3,4     | 8,2      | 0,0      | −7,7 |